# Pomezní rybník
Pomezní rybník je přírodní rezervace, umělá vodní nádrž při hranici s Německem. Rezervace, která byla vyhlášena v roce 1990, se nachází na území obce Pomezí nad Ohří v okrese Cheb. Chráněná lokalita o rozloze 1,76 ha je v péči Krajského úřadu Karlovarského kraje.

## Předmět ochrany
Rezervace je významným biocentrem. Chráněné území bylo vyhlášeno k ochraně a zachování vodního toku, mokřadních společenstev a vlastního rybníka. Vyskytují se zde vzácné a ohrožené rostlinné a živočišné druhy, z nichž nejvýznamnější je ďáblík bahenní (Calla palustris). Dalšími ohroženými a vzácnými druhy na tomto stanovišti jsou vachta trojlistá (Menyanthes trifoliata), rdest alpský (Potamogeton alpinus), rosnatka okrouhlolistá (Drosera rotundifolia), prha arnika (Arnica montana), klikva bahenní (Vaccinium oxycoccos), zevar nejmenší (Sparganium natans) a zábělník bahenní (Potentilla palustris). Z obojživelníků se zde vyskytuje například silně ohrožený čolek velký, ropucha obecná a další druhy žab.
Středem Pomezního rybníka prochází státní hranice. Rezervace se nachází na území dvou geomorfologických celků, severní část s vlastním Pomezním rybníkem v Chebské pánvi, jižní část ve Smrčinách.